# Louise (opera)

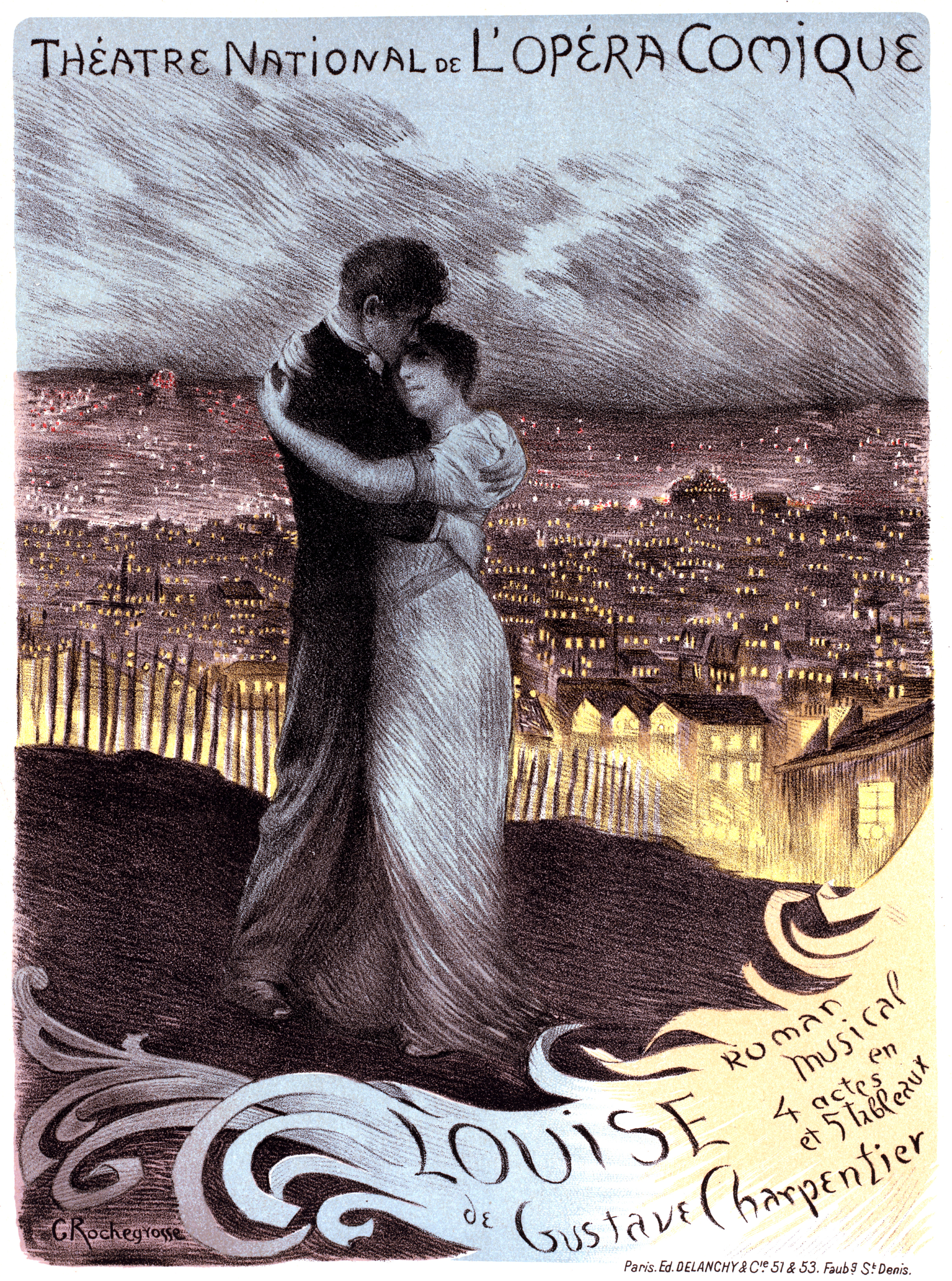
Affisch till världspremiären 1900 av G. Rochegrosse.

Louise är en fransk opera ("musikroman") i fyra akter med text och musik av Gustave Charpentier.

## Historia
Med operan Louis introducerade Charpentier en ovanlig realism på den franska operascenen. Förhärligandet av det nya var en av förra seklets grundkänslor, men är ändå ett arv från romantiken. Charpentier såg den här uppgiften som uppfylld i den samtida konsten. Louise dubbla bundenhet, till fadern och till sin älskare, är ett olösligt problem även för den moderna människan, som i en snabbt föränderlig värld längtar efter förnyelse, men samtidigt också efter stabilitet. Symbolism och realism, Charpentier spelade på båda strängarna samtidigt. Övergångarna mellan de båda sfärerna genomförs genomgående mycket omsorgsfullt. En nästan fridsam, småborgerlig kvällsscen, där till och med klirret från soppskedarna blir tonsatt, går över i en nästan surrealistisk framställning av den parisiska morgonstämningen. Scenerna i syfabriken med dess surrande maskiner har däremot en högst naturalistisk klang.
Louises enhetlighet beror inte minst på det konsekventa användandet av vissa karakteristiska temata. Charpentier bygger redan i inledningen till första akten upp ett översvallande energiskt motiv, som under operans förlopp dyker upp i många olika former som ett tecken på ungdomen. Juliens kärlek kommer även den till uttryck genom en återkommande passionerade melodi, medan faderns dystra gestalt framställs av mörka stråkklanger. Operans höjdpunkt utgörs av Louises berömda aria (Depuis le jour), som följs av kärleksduetten (början på akt 3). Känslan av kärleksfullhet och hänförelse ger arian en rörande lockelse.
Urpremiär på Opéra-Comique i Paris den 2 februari 1900. 30 april 1900 upplät operachefen Albert Carré 400 platser åt Paris sömmerskor. Redan efter ett år hade operan spelats över 100 gånger. Senare sattes Louise upp i Bryssel 1901, New York 1908, London 1909 och åter i New York 1921. Den svenska premiären ägde rum den 4 maj 1903 på Svenska teatern i Stockholm. På Kungliga Operan i Stockholm spelades den första gången den 29 november 1930.
Operans popularitet sporrade Charpentier att försöka upprepa succén med en fortsättning som hette Julien 1913. Den slog dock inte igenom. 28 februari 1950 sattes verket upp på nytt i Paris för att fira dess 50-årsjubileum och samtidigt fira Charpentiers 90-årsdag. Man hade förhoppningen att Charpentier själv skulle dirigera operan men i slutändan nöjde han sig med att dirigera ett orkesterstycke från operan efter akt 3. Publiken fick under Charpentiers livstid förgäves vänta på en skivinspelning eftersom den gamle tonsättaren ännu vid 95 års ålder krävde ett alltför högt honorar av skivbolagen.
1939 gjordes till och med en film, Louise, i regi av Abel Gance och under överinseende av kompositören själv. Charpentier var närvarande vid inspelningen och instruerade personligen Grace Moore, som spelade huvudrollen.

## Personer
- Louise, sömmerska i en syfabrik (sopran)
- Hennes mor (mezzosopran)
- Hennes far (baryton)
- Julien, poet (tenor)

Sömmerskor, arbetare, gatuförsäljare, nattflanörer, bohemer och allehanda gatutrafikanter

## Handling
Operan "utspelas i Paris i våra dagar" säger kompositören på första sidan av partituret, det vill säga strax före sekelskiftet 1900. Och det är Paris atmosfär som tolkas i detta mycket franska verk som är på en gång realistiskt och impressionistiskt.
Akt 1
Arbetarflickan Louise uppvaktas av den unge poeten Julien, som bor i en lägenhet på andra sidan gatan. Han har redan friat till henne i ett brev en gång, och när Louises far kommer hem till middag berättar denne om ännu ett friarbrev som han har fått. Hans hustru vill dock inte höra talas om partiet eftersom hon anser Julien vara en bohem och hon misstror den bohemiska konstnärsmiljön och förbjuder dottern att umgås med Julien. Fastän fadern egentligen ser att Louise får den man hon älskar uppmanar även han henne att ge Julien korgen.
Akt 2
Storstaden vaknar tidigt på morgonen och Julien kommer med några vänner som försöker styrka honom i hans beslut att enlevera Louise. Därför avvaktar han tills hon åtföljd av sin mor går till sitt arbete. Louise arbetar i en syfabrik i Montmartre. Föräldrarna tror att hon är i säkerhet och utom räckhåll för poeten. När modern har försvunnit ber han Louise komma ut och bönfaller henne att rymma med honom så att de kan leva ihop. Louise vågar ingenting lova, hon är rädd för sina föräldrar men älskar dem också. De andra syflickorna retas med Louise och ber henne berätta om sin fästman. Hon nekar till att ha någon men i detsamma klingar en serenad från gatan. Var och en av flickorna tror att serenaden gäller henne men Louise känner igen Juliens röst och förstår hans uppmaning att rymma. Hon säger sig vara sjuk och beger sig därifrån tillsammans med honom.
Akt 3
Louise lever sedan flera veckor tillbaka lyckligt tillsammans med sin Julien, högt över Paris takåsar (Depuis le jour). Juliens vänner utnämner henne till "Montmartres musa". Men modern lockar hem dottern under förevändning att fadern är sjuk och vill träffa henne, och lovar henne att hon när som helst kan återvända till Julien.
Akt 4
Ytterligare några veckor har förflutit. Fadern blir frisk men föräldrarna har brutit sitt löfte och har tvingat Louise att stanna kvar hos dem. De beklagar sitt öde: hårt arbete och en otacksam dotter. I vredesmod förbannar fadern Julien och kör dottern på porten. Louise flyr ut i staden. Fadern ångrar sig och fördömer Paris, staden som har berövat honom hans dotter.

## Diskografi (urval)
- Louise. Ileana Cotrubas, Jane Berbié, Plácido Domingo, Michel Sénéchal, Gabriel Bacquier. S. Ambrosian Singers Opera Choir. New Philharmonia Orchestra. Georges Prêtre, dirigent. Sony 88697526312. 3 cd.[2]